# Hemispathius polystenoides
Hemispathius polystenoides (лат.) — вид паразитических наездников из семейства Braconidae. Эндемик Африки: Уганда.

## Описание
Длина самки 5,4 мм. Основная окраска тела красновато-коричневая. Усики самки тонкие, нитевидые, 42-члениковые. Нижнечелюстные щупики состоят из 6 члеников, а нижнегубные — из 4. Вид был впервые описан в 2000 году российским гименоптерологом Сергеем Белокобыльским (ЗИН РАН, Санкт-Петербург) и английским энтомологом Дональдом Куике (Лондон) вместе с видами Antidoryctes pronotalis, Chelonodoryctes inopinatus, Afrospathius dispar, Bracodoryctes curvinervis, Bracodoryctes longitarsus, Bracodoryctes nigriceps, Bracodoryctes tergalis, и Synspilus nitidus.